# Turó d'en Segarra
El Turó d'en Segarra és una muntanya de 326 metres que es troba entre els municipis de Barcelona, a la comarca del Barcelonès i de Montcada i Reixac, a la comarca del Vallès Occidental.